# 토니 폴스터
안톤 "토니" 폴스터(독일어: Anton "Toni" Polster, 1964년 3월 10일 빈 ~ )는 오스트리아의 전직 축구 선수로, 포지션은 공격수였다.

## 경력

### 클럽
아우스트리아 빈 청소년 클럽에 입단했고 18세 때인 1982년 8월 프로 무대에 데뷔했다. 데뷔한 지 불과 3주만에 오스트리아 분데스리가에서 첫 골을 기록했고 팀의 오스트리아 분데스리가 3회 우승과 오스트리아 컵 1회 우승에 기여했다. 1987년 이탈리아의 토리노로 이적했으며 1988년부터 1993년까지 스페인의 세비야, 로그로녜스, 라요 바예카노 소속으로 뛰었다. 세비야 소속 시절이던 1990년에는 라 리가 시즌 득점 순위 2위에 올랐다.
1993년부터 1998년까지 독일 1. FC 쾰른 소속으로 뛰었지만 1. FC 쾰른은 1997-98 분데스리가 시즌에서 강등당했다. 1998년 보루시아 묀헨글라트바흐로 이적했지만 보루시아 묀헨글라트바흐는 1998-99 분데스리가 시즌에서 강등당하고 만다. 2000년 아우스트리아 잘츠부르크로 이적하면서 오스트리아 무대에 복귀했고 같은 해에 현역 은퇴했다.

### 국가대표
1983년 FIFA 세계 청소년 축구 선수권 대회에서 오스트리아 U-20 대표로 출전했다. 그의 성인 대표팀 첫 경기는 1982년 11월에 열린 터키와의 경기였으며 자신의 대표팀 첫 득점 또한 이 경기에서 기록되었다. 1990년 FIFA 월드컵과 1998년 FIFA 월드컵에서 오스트리아 대표로 출전했고 국가대표팀에서 뛰는 동안 95경기에 출전하면서 44득점을 기록했다. 1996년 라트비아와의 경기에서 자신의 35번째 대표팀 득점을 기록하면서 한스 크랑클이 기존에 세웠던 기록을 갱신했다.
1998년 6월 이탈리아와의 FIFA 월드컵 조별 예선 경기에 출전하면서 오스트리아 대표팀 최다 출전 기록을 갱신했으며 2000년 9월에 열린 이란과의 대표팀 경기를 끝으로 대표팀에서 은퇴했다. 참고로 그가 세웠던 오스트리아 대표팀 최다 출전 기록은 2002년 5월 안드레아스 헤어초크 선수가 갱신했다.

## 성적

### 클럽
아우스트리아 빈
- 오스트리아 분데스리가 3회 우승 (1984, 1985, 1986)
- 오스트리아 컵 1회 우승 (1986)

### 개인
- 오스트리아 분데스리가 득점왕 3회 수상 (1985, 1986, 1987)
- 1987년 유러피언 골든슈 수상
- 1986년, 1997년 오스트리아 올해의 축구 선수 선정